# Canton de Vitry-aux-Loges
Le canton de Vitry-aux-Loges est une ancienne division administrative française du district de Boiscommun situé dans le département du Loiret.

## Histoire
Le canton est créé le 10 février 1790 sous la Révolution française.
Le canton disparaît en 1801 (9 vendémiaire, an X) sous le Consulat ; Bouzy, Chastenoy, Combreux, Saint-Aignan-des-Gués, Seichebrières, Sury-aux-Bois et Vitry-aux-Loges sont reversées dans le canton de Châteauneuf tandis qu'Ingrannes et Sully-la-Chapelle sont intégrées au canton de Chécy.

## Géographie
Le canton de Vitry-aux-Loges comprend les neuf communes suivantes : Bouzy, Chastenoy, Combreux, Ingrannes, Saint-Aignan-des-Gués, Seichebrières, Sully-la-Chapelle, Sury-aux-Bois, Vitry-aux-Loges.